# Triforin
Triforin ist ein Gemisch von drei chemischen Verbindungen aus der Gruppe der chlorierten und substituierten Stickstoffheterocyclen (genauer der Piperazinderivate). 

## Eigenschaften
Triforin hydrolysiert in Wasser. Bei Abwesenheit von Wasser und Einwirkung von UV-Licht spaltet sich relativ schnell eine der beiden Seitenketten ab.

## Verwendung

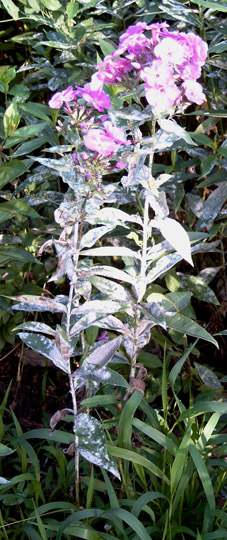
Mehltau, komplett erkrankte Pflanze (Phlox)

Triforin wird als Fungizid bei Befall von Pflanzen zum Beispiel mit Mehltau und Rostpilzen verwendet. Im Obstanbau ist der Einsatz wegen Anreicherung in der Nahrungskette verboten.

## Zulassung
In den Staaten der EU und in der Schweiz sind keine Pflanzenschutzmittel mit diesem Wirkstoff zugelassen.

## Sicherheitshinweise
Triforin steht aufgrund seiner Reproduktionstoxizität auf der Schwarzen Liste der Pestizide von Greenpeace.